# Кундзиньш, Петерис
Петерис Кундзиньш (латыш. Pēteris Kundziņš; 19 сентября 1886 — 25 июня 1958) — латвийский художник и сценограф. Один из создателей профессиональной латвийской сценографии.

## Биография
Родился 19 сентября 1886 года в Валтенбургской волости Вольмарского уезда Лифляндской губернии Российской империи (ныне — Мазсалацкий край Латвии) в крестьянской семье.
Учился в Вольмарской учительской семинарии (1902—1905).
Окончил Центральное училище технического рисования барона А. Л. Штиглица в Санкт-Петербурге (1912).
Работал художником-постановщиком в Новом рижском театре (1913—1914) и Латышской опере (1913—1915), педагогом в разных учебных заведениях Саратовской губернии, Валмиеры, Руйиены, Даугавпилса (1915—1919), Риги (1921—1938), руководителем цеха декораций Латвийской Национальной оперы (1919—1921).
Был членом латвийского Объединения независимых художников (1923—1940), Союза художников Латвии (с 1946).
Умер 25 июня 1958 года в Риге, похоронен на Лесном кладбище.

## Творчество
Принимал участие в выставках с 1913 года. В раннем периоде творчества имелось заметное влияние символизма, уравновешенное в дальнейшем появлением зрелых работ, выполненных в духе романтического реализма. Излюбленным жанром П. Кундзиньша был пейзаж. Наиболее известные работы: «Древность» (1913), «Там идут сыны Божии» (1917), «Страстное желание» (1918), «Закат солнца» (1921), «Свинопас» (1928). Работал в области книжной графики, плаката и декоративно-прикладного искусства. Опубликовал исследовательские труды «Перспектива» и «Конспект художественных и исторических стилей», а также методологические работы «Обучение рисунку» и «Каллиграфия».